# Kanat de Sibèria
El Kanat de Sibèria  va ser un estat tàtar turc a la futura Sibèria russa. El kanat tenia una població d'ètnies diverses (tàtars siberians, khantis, mansis, nenets i selkups).

## Cultura
L'islam era la religió professada del Kanat de Sibèria; era la religió del kan governant de Tiumén i Sibir. Les grans mesquites, palaus i murs fortificats van ser construïts per la classe dirigent tant a Tiumén com a Sibir.
L'islam era professat no només pel Khan sinó també pels Mirzas, que sovint eren educats en centres islàmics famosos a l'Àsia central com Bukhara i Samarcanda. No obstant això, el xamanisme i altres creences tradicionals van ser practicats per bona part de les masses. Alguns grups practicaven una forma d'islam que incorporava elements del xamanisme.
Se sap que els Imams i Muftis principals del Kanat de Sibèria van tenir certa influència a Kazan i Samarcanda. El Kanat de Sibèria va ser l'estat musulmà més al nord de la història registrada.
El Kanat de Sibèria tenia àmplies connexions comercials amb l'Àsia central i el Kanat de Kazan.

## Història

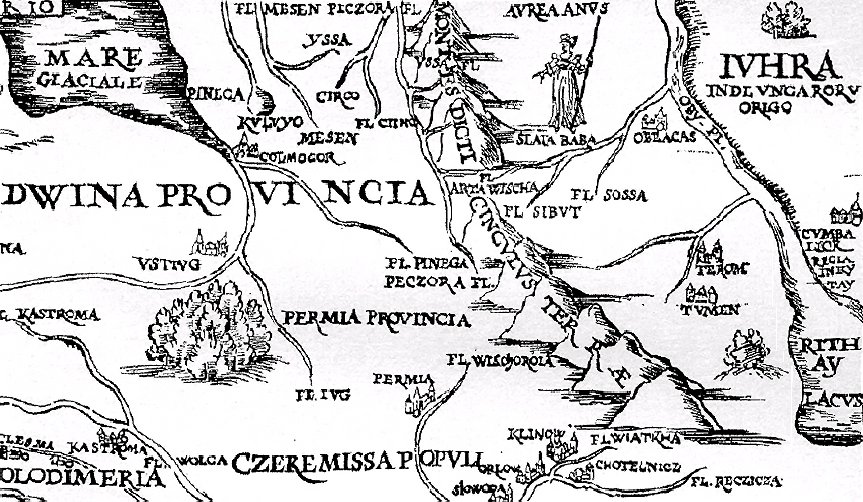
Tiumén al mapa de Sigismund Herberstein, publicat el 1549.

El Kanat de Sibèria va ser fundat al segle xv, després de l'esfondrament de l'Horda d'Or de la casa dels Jòtxides o Batúides. La capital original dels kans va ser Chimgi-Tura (l'actual Tiumén). El seu territori abastava el riu Ienissei als Urals, i des de l'oceà Àrtic a l'estepa meridional banyada pel riu Irtix i el Ishim.
La història del kanat comença amb l'assentament de tribus turcmanes d'ètnia quirguís sota el lideratge del kan Inal a les zones orientals del que després seria el kanat. Sibèria passaria a domini del clan jòcida, i a través d'ells a l'Horda d'Or.

### Independència
Xiban, germà de Batu Khan, va ser el primer, en els anys 40 del segle xiiikhan, en controlar aquest territori dins l'Horda d'Or. En aquesta part de l'imperi el poder es transferia de pares a fills, de manera que amb l'ocàs de l'Horda, els descendents de Xiban i d'un altre lloctinent de Genguis Kan, el llegendari kan On (pare de Taibuga), es van trobar al comandament d'un kanat independent.
El primer kan va ser Taibugha, fill del kan On (mort cap al 1450), que no era de la casa de Borjigin, el clan Genguis Kan. Va ser succeït pel seu fill Joja o Hoca, i aquest al seu torn pel seu fill Mar. La base del seu comerç era l'exportació de pells cap a tota l'Àsia central.
El domini taibúguida sobre la regió entre el riu Tobol i el curs mitjà de l'Irtix no estava lliure de disputa. Els xibànides, descendents de Jotxi i del seu fill Xiban, reclamaven sovint l'àrea, com de la seva propietat. Ibak Khan, un membre de la branca més jove de la casa xibànida, va eliminar en Mar i va assetjar Chimgi-Tura. El net de Mar, Mahmud, va derrotar (des dels territoris orientals a prop del Irtix on s'havia retirat) a Ibak Khan en una batalla el 1493, amb la qual va restaurar la dinastia Taibúguida. Mahmud va desplaçar la capitalitat a Qaşliq (també anomenada Isker o Iskar o  Sibir ), a la vora de l'Irtix.

### Relacions amb Moscou
La conquesta russa de Kazan, el 1552, va forçar a Yadigar, kan taibúguida de Sibèria, a buscar relacions amistoses amb Moscou. Va enviar el 1555 emissaris a la nova potència demanant protecció, atès que d'una altra manera l'enfrontament era inevitable. També havia de témer les invasions periòdiques dels pobles turcs, kazakhs i kirguisos. Aquest kan després de diversos anys de lluites seria deposat pel net d'Ibak, Kutxum Khan, (1556-1563). El 1571, es va negar a pagar tribut a Rússia, aliant-se amb el Kanat de Crimea.
Kuchum va intentar emprendre diverses reformes, com convertir els tàrtars siberians, principalment xamanistes, a l'islam. Així, li va demanar al kan de Bukharà o kanat Uzbek, Abd Allah ibn Iskandar, que enviés religiosos musulmans a Isker. Amb aquest canvi va aconseguir imposar en massa a les ciutats l'islam, però molt a poc a poc en les terres dels rius Irtix i Obi, o a l'Altai, es va iniciar l'obertura d'escoles, primant l'escolarització.

### Els Stroganov

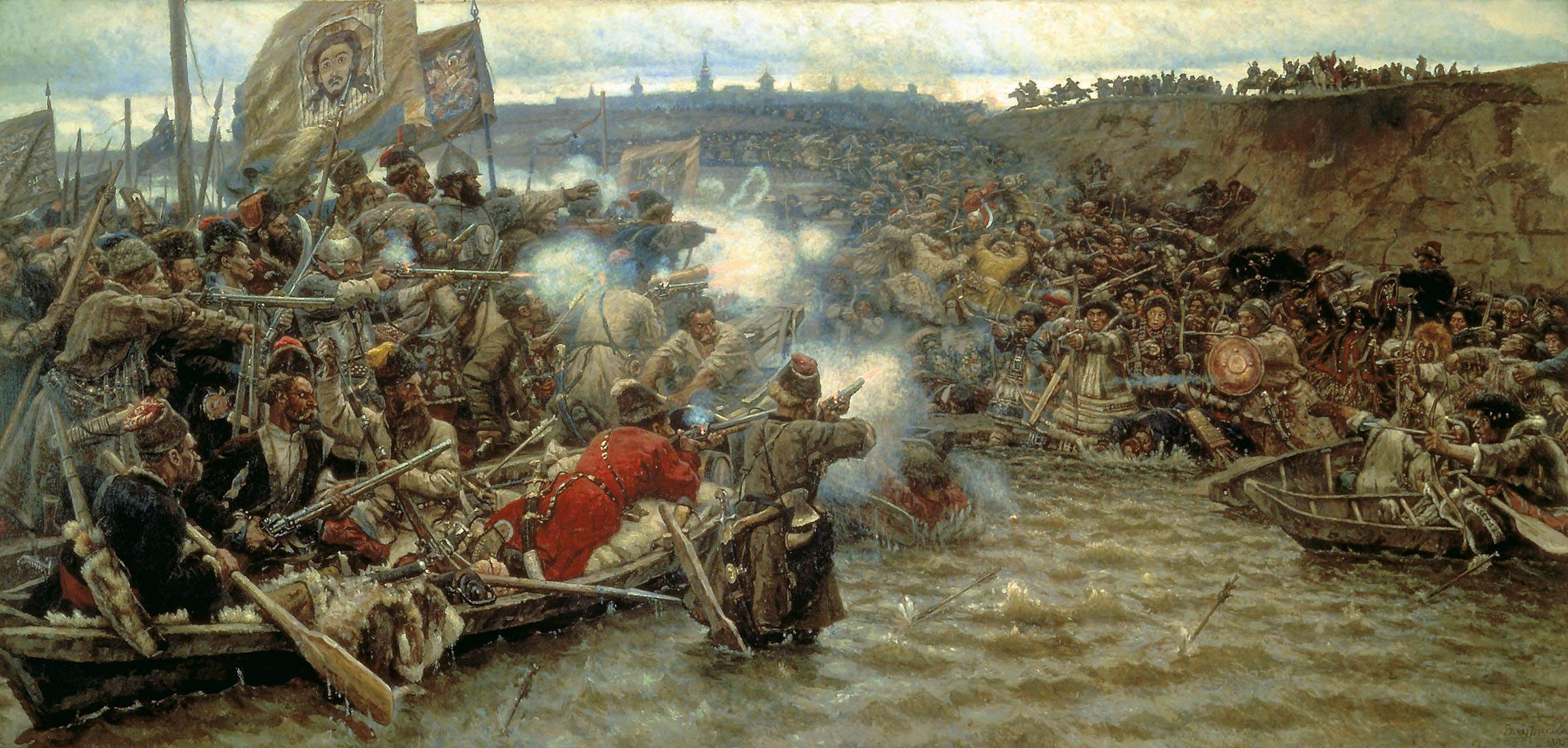
Vasili Súrikov: La conquesta de Sibèria per Iermak.

Els Stroganov, que havien conquerit la zona entre el riu Chusovaya i els Urals, muntant un sistema de defensa i fortaleses, van arribar a la zona. Kuchum Khan, veient l'amenaça que aquests preparatius representaven per al seu govern, va atacar els llocs comercials dels Stroganov a la zona, el que va conduir a la construcció de fortificacions als rius Tahchi i Tagil, i la formació d'unitats mercenàries compostes per nadius de la zona i per cosacs, com l'expedició del cosac Iermak Timoféievitx contra el kanat de 1581.

### La primera conquesta deSibèria
El 1581, el cos d'expedició rus de Iermak Timoféievitx estava compost principalment per cosacs. Els homes d'aquesta ètnia que es trobaven enquadrats en la força dels Stroganov provenien de les terres del curs baix del riu Don, que s'autoproveïen mitjançant la rapinya a les caravanes i a les terres properes al seu campament. Derrotats i dispersos, a meitats del segle xvi vagaven alguns centenars per l'estepa russa fins a la vall del Kuma, on es preparava l'avantguarda russa. Al capdavant d'ells es trobava Iermak.
Les tropes de Iermak van començar les seves ràtzies travessant els Urals per arribar a les ciutats principals, seguint el curs dels rius de Sibèria. Armats amb fusells, els 5.000 homes, van fer incursions al kanat el 1578, 1579 i 1580. En aquesta última ocasió es va arribar a la ciutat de Chimgi-ra, l'antiga capital, on, sorpresos per l'hivern, van muntar el seu campament. El kan Kuchum va decidir llavors atacar les tropes enemigues, ja que estava lluny de les fortificacions del Kuma.
Es trobaren a finals de primavera de 1581, a prop del poble de Baba Hasar; la batalla va durar cinc dies, durant els quals l'exèrcit del kanat, en superioritat numèrica però mal armat, fou derrotat per Iermak. Kuchum intentaria en dues ocasions més impedir el pas dels cosacs cap a la capital, que entre tant havia vist baixar la seva població a 550 habitants, però sempre de manera infructuosa (tot i haver-se fet amb dues peces d'artilleria no tenia personal capacitat per a utilitzar-les). Grups de khantis van combatre també a les tropes, però l'absència de coordinació amb l'exèrcit del kanat va fer que haguessin de tornar a les seves terres d'origen. Després de la batalla de Chuvash, Kuchum Khan va fugir de la capital el 25 d'octubre de 1582, i l'endemà els cosacs entraren a Isker.
Veient que tenia molt pocs homes, Iermak demana a Ivan el Terrible el perdó pels crims comesos com a cap dels cosacs a les planes del Don i poder administrar la regió per compte del tsar. Ivan accedeix i va manar fer sonar totes les campanes de Moscou per celebrar la nova annexió.

### La resistència tàrtara i la independència deRússia
Les tropes de Iermak, que fins aquest moment no havien estat derrotades, no estaven encara en situació de controlar el territori, a part dels voltants de Isker. Les tribus tàtares, partidàries del sobirà deposat, van començar a reorganitzar al voltant de la figura del germà d'aquest, Muhammed Kul, que va iniciar una guerrilla sanguinària contra les tropes d'ocupació, rebutjant el trobar-se en camp obert però fent incursions contínues a la ciutat controlada pels cosacs. Aquesta situació es va mantenir fins que un tàrtar desitjós d'agradar a Iermak li va revelar el lloc on s'amagava Muhammed Kul, permetent la seva captura i infligint un fort cop a la resistència.
Després d'aquests esdeveniments, Kuchum Khan va ser abandonat per moltes tribus bàrbares, donant suport en el seu lloc a Bekbulat, nebot de Yadigar. Les dues faccions van iniciar una cruenta lluita entre elles, permetent als cosacs mantenir les seves pròpies posicions fins a l'arribada de reforços russos el novembre de 1583.
Malgrat els nous soldats, la situació esdevingué crítica a causa d'un fort atac de l'autoproclamat kan de Sibir, Bekbulat, a la ciutat d'Isker, rebutjat amb gran dificultat per les tropes russes. El març de 1584, la guerra va causar fam a la ciutat i epidèmies entre els soldats. A l'agost d'aquest any, Iermak va fer amb alguns cosacs una incursió fora de la ciutat, i va ser mort per les tropes de Kuchum.
En assabentar-se de l'esdeveniment, Gluhov, governador de Sibir nomenat pel tsar, no considera oportú conservar la ciutat d'Isker, que es trobava defensada per un reduït contingent compost per 150 homes, entre russos i cosacs. El 15 d'agost es decidí la retirada del kanat. La capital va ser reocupada poques hores després per les tropes de Bekbulat, guiades pel seu fill Sayyid Ak.

### La fi del kanat
Mentrestant, un contingent format per un centenar d'homes entrava pel nord sotmetent, al curs alt de l'Irtix, a la tribu dels khantis, sense pretendre encara reconquerir el kanat. Assabentat que Isker havia estat abandonada pels russos, el tsar es va afanyar a formar un nodrit exèrcit per reconquerir la regió, utilitzant una tàctica diferent. Els soldats russos van avançar fins al riu Tura sense trobar resistència, fundant a prop de l'antiga capital del kanat, Chimki-ra, la ciutat fortificada de Tiumén, destinada a ser un cap de pont al cor del territori enemic. En 1587, un nou grup de soldats va arribar a la ciutat. Aquí comença la conquesta definitiva de la regió, que es prolongarà fins a 1598 a causa de la guerrilla comandada pel vell kan Kuchum. Obligat en aquell any a presentar batalla en camp obert prop del riu Obi, les tropes del kanat van ser derrotades definitivament, i el kan forçat a retirar cap a les terres de l'Horda de Nogai (moriria cap 1600), passant les terres al control del tsar de Rússia.

## Genealogia dels xibànides de Sibèria d'acord ambAbu l-Ghazi Khan
- Genguis Kan
  - Jotxi (Jòtxides)
    - Batu Khan (Batúides)
    - Xiban (Xibànides)
      - Bainal (Yasal)
      - Bahadur
        - Jujibuka o Jujibugha
          - Ming Timur (Manga Temur o Kutlugh Timur), possible governador de Coràsmia per Uzbek Khan
            - Ibak Khan
            - Janta
            - Pulad Khan (+1367)
              - Ibrahim, origen dels kans uzbeks (vegeu Xibànides)
              - Arabshah, origen dels arabshàhides de Coràsmia

            - Siyunish
            - Timur
            - Tunku Beg Kundi
              - Ali Oghlan
                - Hajji Muhammad Khan (Alchi Khan o Alaji Khan), establert al Volga
                  - Sediak (Sayyid Ahmed Khan) vers 1419
                  - Ibak Khan de Sibèria

        - Kutlugh Buka (Kutlugh Bugha)

      - Kadak
      - Balka
      - Cherik (Jerik)
      - Mergen (Surkhan)
      - Kurtugha (Kultuka)
      - Ayachi (Abaji)
      - Saighan (Sasiltan)
      - Beyarjar (Bayakachar)
      - Majar
      - Kunchi (Kuwinji)

## Llista de kans
- On Khan, segle XIV
- Taibugha, fill primer terç del segle XV
- Abu l-Khayr, vers 1428 o 1429 - abans de 1464 (+1468), primer xibànida
- Mar Khan ? (taibúguida)
- Ibak Khan ?-1493, xibànida
- Murtaza Khan ? xibànida
- Mahmud Khan després de 1493-1502 (taibúguida), kan de Kazan vers 1495-1496
- Kukuk Khan 1502-?
- Yediger Khan ?-1563
- Bekbulak vers 1563
- Kutxum Khan 1563-1581, xibànida (net d'Ibak)
- a Rússia 1581-1584
- Kuchum Khan 1584-1598
- a Rússia 1598
  - Ali Khan 1598-1608, resistent
  - Ixim Khan, 1608-vers 1625, resistent
  - Ablai Girim, vers 1625-1636, resistent
  - Devlet Girai, 1636- vers 1660, resistent